# Ettore Strauss
Ettore Strauss (fl. XX secolo) è stato un dirigente sportivo italiano.

## Biografia
Fu il secondo presidente dell'Inter. Strauss, assecondando il volere della maggioranza svizzera dei soci nerazzurri, prese il posto di Giovanni Paramithiotti alla vigilia del primo impegno interista nei campionati federali. 
Il cambio ai vertici del club avvenne dopo il derby col Milan dell'ottobre 1908 giocato a Chiasso per la coppa Chiasso. Strauss restò in carica sino al 1910 quando lasciò la presidenza a Carlo de Medici.